# Атиф Дудаковић
Атиф Дудаковић (Орахова, 2. децембар 1954) бивши је генерал и командант 5. корпуса Армије Републике БиХ.

## Биографија
Завршио је средњу војну школу у Задру, а затим војну академију, смер артиљерија. Радио је у Артиљеријском школском центру у Задру, а затим као предавач у Командно-штабној академији у Београду.
Од преласка из ЈНА где је достигао чин потпуковника и функцију команданта дивизиона у Книну и под командом тадашњег пуковника Ратка Младића, постаје прво командир чете у ОПШТО Бихаћ и затим командант Друге бошњачко-хрватске пешадијске бригаде. Касније је напредовао до команданта Петог корпуса Армије Републике БиХ, за време рата у Босни и Херцеговини. Уз помоћ Оружаних снага Републике Хрватске и уз учешће авијације НАТО пакта, снаге 5. корпуса у току операције „Олуја“ заузеле су околна српска места, те поразиле оружане снаге Аутономне покрајине Западна Босна лојалне Фикрету Абдићу, са седиштем у оближњој Великој Кладуши. Током војних акција је наређивао убиства заробљеника и паљење српских села.
| „                            | Пробој се мора извршити. Побити све што се испред вас нађе. Жао ми је што немате ножева… одобравам и наређујем да се непријатељ уништи свим средствима. Ножем, бомбом, чакијом, зубима, удавити… све имате право. | ” |
| — Атиф Дудаковић 16.04.1995. | |   |

Након рата, био је командант Заједничке команде Војске Федерације Босне и Херцеговине. Иако постоји тонски видео-записи његових наређења да се чине злочини, за сада против њега није подигнута оптужница. Постоје оптужбе да је одговоран за злочине над Србима, као и да је лично одговоран за убиство 50 муслимана. Наредио је и паљење српских села током „Олује“. Постоје јасни снимци на којима он наређује да се пале српска села по Босанској Крајини.
Одред 505. бужимске бригаде „Хамзе“ Армије РБиХ је у августу 1995. током операције „Олуја“ под командом Атифа Дудаковића извршио пресјецање колоне српских избјеглица која се повлачила из Републике Српске Крајине и убиства заробљених Срба на простору општине Двор у тадашњој Републици Српској Крајини. Након што су објављени снимци убистава, тадашњи председник Српске Драган Чавић и премијер Милорад Додик су тужилаштву поднијели тужбу са видео доказима против Атифа Дудаковића.
Године 2007. објављени су снимци на којима Атиф Дудаковић у септембру 1995. наређује етничко чишћење и паљење српских села. Командовао је нападом Армије РБиХ на заподнокрајишке општине Републике Српске (Петровац, Крупа, Сански Мост, Кључ и Мркоњић Град) у јесен 1995, током чега су убијена 892 српска цивила и војника, прогнано око 120.000 и спаљено више од 30 села. И о овоме постоје видео-снимци. Његов млађи син 19. годишњи Анел Дудаковић је починио самоубиство вјешањем у Сарајеву 27. септембра 2011. године.